# NSB El 13
Электровоз NSB El 13 — электровоз, строившийся в Норвегии на Thunes mekaniske verksted c 1957 года.
Электровоз является дальнейшим развитием конструкции электровоза NSB El 11. У него увеличена осевая нагрузка, так как лёгкий электровоз NSB El 11, имевший осевую нагрузку всего 15,5 т на ось, был непригоден для поездок в снегопады по заснеженным линиям Норвегии, таким например как Bergen Line.
Электровоз опирается на две двухосные тележки. Электровозы на месте метельников имеют плуговые снегоочистители. На буферном брусе — буфера и винтовая сцепка. Лобовое стекло разделено на три части, над средним стеклом установлен прожектор. Токосъём с контактной сети осуществляется через один из двух токоприёмников.
Некоторые электровозы были изъяты из эксплуатации в 1990-е годы, они заменены МВПС, а также электровозами NSB El 18. Ещё 7 электровозов используются на Ofot Line.